# USS Whidbey Island (LSD-41)
El USS Whidbey Island (LSD-41) es un LSD (landing ship dock) de la marina de guerra de los Estados Unidos; el primero de los ocho LSD de la clase Whidbey Island. Fue asignado en 1985.

## Construcción
El USS Whidbey Island fue el primer buque de la clase a la que da nombre, diseñada para sustituir a la clase Thomaston. Fue construido por Lockheed Shipbuilding Corporation en Seattle (Washington). Fue colocada la quilla en 1981; fue botado el casco en 1983; y fue asignado en 1985. Su nombre USS Whidbey Island fue impuesto por la isla Whidbey, condado de Island, Washington.

## Historia de servicio
Entre 2001 y 2002 el USS Whidbey Island dio apoyo a la Operación Enduring Freedom. En 2004 estuvo en la Operación Enduring Freedom y la Operación Iraqi Freedom.